# Javier Sánchez de Felipe
Javier Sánchez de Felipe (Getafe, Madrid, 14 de març de 1997), més conegut simplement com a Javi Sánchez, és un futbolista espanyol que juga com a defensa al Reial Valladolid Club de Futbol de la Primera Divisió espanyola.

## Trajectòria
És un jugador format al Club Deportivo Humanes, club des del qual va arribar al Reial Madrid essent un infant. El central va anar escalant a poc a poc en les categories inferiors del Madrid, fins a arribar la temporada 2015-2016 al Reial Madrid Castella.
La temporada 2018-19, amb només 20 anys, seria el capità del Reial Madrid Castella, amb el qual gaudí de 26 titularitats, convertint-se en un dels jugadors més destacats del filial blanc, amb el qual va arribar a disputar eliminatòries pel play-off d'ascens.
A més, durant aquella mateixa temporada participaria en cinc partits amb el primer equip a les ordres de Santiago Hernán Solari, un partit de LaLiga Santander, dos de Champions League i dos més de Copa del Rei, i va fer un gol enfront de la UD Melilla. Debutaria en primera divisió l'11 de novembre de 2018 a l'Estadi de Balaídos enfront del Celta de Vigo.
En les seves quatre temporades en la disciplina del Reial Madrid Castella jugaria un total de 70 partits de Segona Divisió B en els quals va marcar vuit gols.
El juliol de 2019 va ser cedit al Reial Valladolid per disputar la temporada 2019-20 a primera divisió. El 16 de juny de 2020 el conjunt val·lisoletà va anunciar el seu fitxatge fins al 2024.
Després de promocionar l'equip des de la Segona Divisió com a segon classificat, Sánchez va marcar el seu primer gol a primera el 5 de novembre de 2022, el primer en una victòria per 2–1 ca casa contra l'Elx CF. Després d'un nou descens de categoria del club, es va perdre tota la temporada 2023–24 a segona, a causa d'una lesió de genoll.